# Forrester Harvey
Forrester Harvey (Cork, República de Irlanda, 27 de junio de 1884 - Laguna Beach, California, EUA, 14 de diciembre de 1945) fue un actor irlandés en Estados Unidos.
Estuvo presente en el cine mudo durante la década de los años 1920, pero muchas de sus apariciones fueron sin acreditar hasta la aparición del cine sonoro. Corpulento y a menudo con un poblado bigote, interpretó habitualmente secundarios cómicos, a menudo taberneros o posaderos. Una de sus actuaciones más conocidas la realizó en el filme Tarzán de los monos de 1932 en el papel de Beamish. Intervino en más de cien producciones, e incluso apareció en una película cinco años después de muerto: Riding High, rodada en 1950, pero que incluía escenas de Harvey interpretando a un adiestrador de caballos en la película Broadway Bill (1934). Varias obras de referencia lo identifican incorrectamente como el padre de la pequeña María en Frankenstein
En su extensa filmografía figuran títulos como The Lilac Sunbonnet (1922), Kongo (1932), El hombre invisible (1933),  Cuando el diablo asoma (1934), El capitán Blood (1935), Little Nellie Kelly (1940), El hombre lobo (1941), y Scotland Yard Investigator (1945).